# 上伊尔森
上伊尔森是德国莱茵兰-普法尔茨州的一个市镇。总面积9.45平方公里，总人口661人，其中男性324人，女性337人（2011年12月31日），人口密度70人/平方公里。